# Mileena
Mileena é uma personagem fictícia da série de jogos Mortal Kombat, introduzida no segundo jogo da série, Mortal Kombat II. Uma assassina brandindo  um par de Sai, Mileena é a gêmea má da princesa Kitana, vestindo um traje similar ao dela na cor magenta. Mileena foi criada pelo feiticeiro Shang Tsung a serviço do Imperador da Exoterra e pai adotivo de Kitana, Shao Kahn, para ser um clone com a essência da raça guerreira Tarkatan, porém o processo acabou por também dar a Mileena a boca com dentes pontiagudos e afiados dos Tarkatans. O fato de Mileena ser uma bela mulher com uma boca monstruosa acabou por ser explorado pela série transformando-a num símbolo sexual irônico, com trajes cada vez mais reveladores.

## Concepção

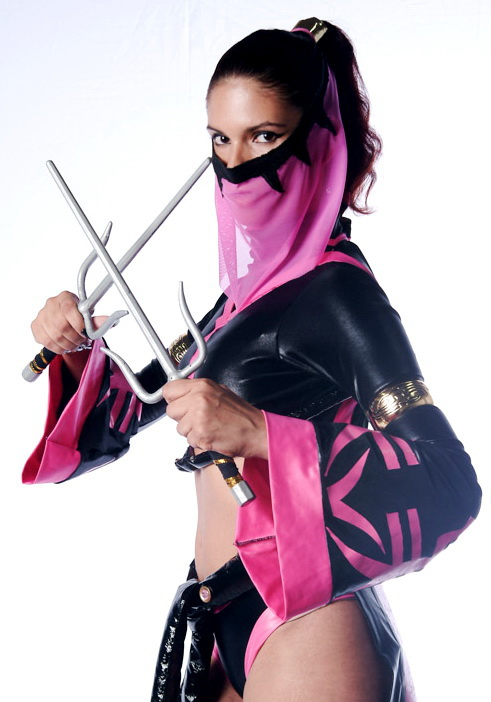
Cosplay de Mileena.

Durante o desenvolvimento de Mortal Kombat II, o artista John Tobias apresentou ao programador Ed Boon um rascunho com uma guerreira de véu brandindo sais. Boon sugeriu a partir dessa personagem criar uma duplicata de cor diferente similar ao que havia sido feito com Scorpion e Sub-Zero. Tobias seguiu essa ideia concebendo irmãs gêmeas de personalidades opostas, que por meio de suas máscaras também poderiam "explorar o mito do véu... uma irmã é bonita. Outra é feia. Uma é boa. Outra é má. Escolha sabiamente antes de convidar uma para um encontro." Tobias não lembra a origem precisa do nome Mileena, mas o usou por  "ter um som agradável, que talvez escondia sua aparência grotesca ou expor uma beleza interior escondida". A boca cheia de longas presas da personagem surgiu junto com sua Finalização, onde Mileena devora o oponente e em seguida cospe seus ossos.
Assim como a gêmea Kitana e a personagem secreta Jade, Mileena foi originalmente interpretada por Katalin Zamiar, que usou seus próprios sai nas filmagem. A personagem foi cogitada para Mortal Kombat 3, para então ser declarada "morta" e não retornar, até que por demanda popular Mileena voltou em Ultimate Mortal Kombat 3, interpretada por Becky Gable. Tais pedidos se repetiram em Mortal Kombat 11, onde após tantos jogos explorando a rivalidade de Mileena com Kitana, Boon declarou que a personagem não foi incluída "só para criar uma valorização", e se espantou com a quantidade de jogadores reclamando da ausência de Mileena, eventualmente decidindo por provocar com declarações que ela não voltaria só para a personagem ser anunciada como parte de um pacote de download.

## História
Após o governante de Outworld, Shao Kahn, conquistar o reino de Edenia, fundindo-o ao seus domínios, ele decidiu que iria manter Kitana, filha do falecido rei de Edenia, viva para criá-la como sua própria. Embora ela tenha crescido sem saber nada de sua origem, Kahn ainda assim temia que um dia Kitana descobrisse sua verdadeira paternidade e se voltasse contra ele. Então, ele ordenou que o feiticeiro Shang Tsung criasse uma versão mais cruel e leal de Kitana que poderia tomar seu lugar futuramente, se necessário. Isso foi feito através da fusão da essência de Kitana com um guerreiro Tarkatan. Em vez de substituir Kitana, como originalmente havia sido planejado, Mileena foi usada para garantir a lealdade de Kitana a Kahn, e assim foi apresentada a ela como sua irmã gêmea, supostamente perdida.
A verdade vem à tona quando ela se alia aos guerreiros da Terra em Mortal Kombat II. Em uma dada oportunidade, as duas lutam mortalmente, e Kitana sai vitoriosa. Ressucitada pelo deus ancião caído Shinnok, Mileena se torna sua aliada. Derrotada por Kitana novamente, surge o rei dragão Onaga que mandar baraka solta la Mileena, tornando-a comandante de seu exército para invadir Edenia.
Em Mortal Kombat (2011), Mileena teve parte de sua história reescrita. A princesa Kitana, instigada por Raiden a procurar por verdadeiras respostas, investiga os Poços de Carne, pertencentes ao feiticeiro Shang Tsung. Lá, descobre que o feiticeiro estava criando clones a partir de sua aparência. Kitana se depara com uma legítima cópia sua, deitada em uma mesa, com sua aparência física, mas com dentes tarkataneos. Mileena, como se apresenta, se diz "irmãzinha" da princesa, que fica horrorizada. Após o combate, Kitana leva Mileena à seu pai, denunciando uma possível traição de Shang Tsung. Qual não foi sua surpresa, Mileena havia sido "encomendada" pelo próprio Kahn, que lograva uma filha "realmente fiel a seus interesses".
Nos acontecimentos de Mortal Kombat X, após a morte de Kahn, Mileena pretende levar o nome de seu pai adiante, governando a Exoterra como sua Real Imperatriz. Seus súditos Ermac, Reptile, D'Vorah e Kotal Kahn voltam-se contra ela. Mileena, então, é deposta do trono. Indignada, ela reúne Rain, Tanya e Kano (embora este seja fiel apenas a quem lhe oferece mais dinheiro). Capturada, Mileena é levada a julgamento pelo próprio Kotal Kahn. Ela é executada por D'vorah, que vomita larvas em sua boca. As larvas comem toda a carne da cabeça de Mileena e também abrem um rombo em seu abdome.

## Outras mídias
- Dana Hee interpretou Mileena no filme Mortal Kombat: A Aniquilação. Ela aparece em uma cena curta lutando com Sonya Blade.[17]
- Mileena também aparece no seriado Mortal Kombat: Conquest, interpretada pela americana Megan Brown.
- Mileena divide dois episódios com Kitana na primeira temporada  da websérie  Mortal Kombat: Legacy e foi interpretada por Jolene Tran.[18] Na segunda temporada, Mileena, interpretada por Michelle Lee, é enviada por Shao Kahn para participar do torneio, e luta contra Kitana e Johnny Cage.[19][20]
- No filme Mortal Kombat, de 2021, Mileena, interpretada pela australiana Sisi Stringer, é uma das lacaias de Shang Tsung.[21]